# Coenzyme F420
La coenzyme F420, ou 8-hydroxy-5-déazaflavine, est une coenzyme flavinique intervenant dans les réactions d'oxydo-réduction chez les archées méthanogènes, chez de nombreuses actinobactéries, et ponctuellement chez d'autres lignées bactériennes. C'est un substrat pour la coenzyme F420 déshydrogénase, la 5,10-méthylènetétrahydrométhanoptérine réductase et la méthylènetétrahydrométhanoptérine déshydrogénase,. Cette coenzyme doit son nom à son maximum d'absorption à λmax = 420 nm.
Structurellement semblable à la riboflavine et au FAD, elle agit davantage comme la nicotinamide. Son potentiel d'oxydo-réduction vaut −350 mV, valeur proche de celle du NADH et du NADPH (−320 mV) ; comme ce dernier, F420 apporte un anion hydrure H−, composé d'un proton et de deux électrons.
Cette structure se retrouve chez les archées, mais aussi chez les bactéries Gram-positives telles que Streptomyces (actinomycètes) et Mycobacterium. Des variantes de ce cofacteur ont également été identifiées chez une cyanobactérie, Anacystis nidulans ainsi qu'une algue verte, Scenedesmus acutus, qui est un eucaryote.
F420 intervient dans les processus de méthanogenèse, de réduction des sulfites, la détoxination des dérivés réactifs de l'oxygèneet la chaîne respiratoire chez les archées.
Une source particulièrement riche en F420 est Mycobacterium smegmatis, dans laquelle plusieurs dizaines d'enzymes utilisent du F420 comme cofacteur à la place de la FMN utilisée par les enzymes homologues de la plupart des autres espèces.